# Brechmorhoga archboldi
Brechmorhoga archboldi is een libellensoort uit de familie van de korenbouten (Libellulidae), onderorde echte libellen (Anisoptera).
De wetenschappelijke naam Brechmorhoga archboldi is voor het eerst geldig gepubliceerd in 1970 door Donnelly.